# Alte Hafenstraße

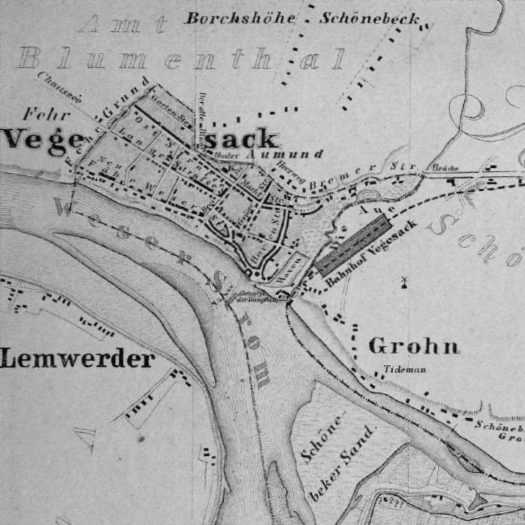
Vegesack 1860; mittig die Havenstraße

Die Alte Hafenstraße ist eine historische Straße in Nord-Süd-Richtung in Bremer im Stadtteil Vegesack im Quartier Unteres Vegesack bzw. Fährquartier. Sie führt von der Bürgermeister-Wittgenstein-Straße/Wilmannsberg bergab zum Utkiek an der Weser und zum Vegesacker Hafen. Die Havenstraße – wohl die älteste Straße von Vegesack – wurde etwa 1950 in Alte Hafenstraße umbenannt, in Gedenken an den ersten künstlichen Hafen in Deutschland. In der Straße stehen bemerkenswerte und viele denkmalgeschützte Bauwerke.
Die Querstraßen wurden u. a. benannt als Am Vegesacker Hafen, der seit 1623 besteht, Rohrstraße nach dem Stadtdirektor und Druckereibesitzer Friedrich Rohr (1850–1913), Zur Vegesacker Fähre, die über die Weser nach Lemwerder führt, Sagerstraße nach den Schiffsbauern Jürgen Sager (1777–1854) und Peter Sager (1809–1869), Wilmannsberg nach dem ersten Amtmann in Vegesack August Christian Wilmanns (1757–1839) und Bürgermeister-Wittgenstein-Straße nach dem Juristen und Bürgermeister Werner Wittgenstein (1882–1965)

## Geschichte

### Entstehung
Von 1618 bis 1623 wurde der zu Bremen gehörende Vegesacker Hafen als erster künstlicher deutscher Hafen an der Einmündung der Schönebecker Aue zur Weser angelegt. Um den Hafen entwickelte sich vor allem nach Westen das Dorf Vegesack, das 1741, jedoch ohne den Hafen, an das Kurfürstentum Hannover kam, 1803 wieder bremisch und 1852 zur Stadt wurde. Nach 1773 wurde von der kurhannoverschen Provinzialregierung in Stade ein Plan zur Besiedelung der Heideflächen zwischen dem Dorf Fähr und dem Hafen Vegesack entwickelt und langsam, ab 1775, als Neu-Vegesack realisiert, dabei wurde auch die Havenstraße/Alte Hafenstraße ausgebaut. Sie war im 18./19. und in der ersten Hälfte des 20. Jahrhunderts eine der wichtigsten Straßen in Vegesack mit Geschäften und Gastronomie.

### Spätere Entwicklung
Nach dem Zweiten Weltkrieg verfielen viele ältere Häuser zunehmend. Die Verkehrsverhältnisse in und um Vegesack waren desolat. Es gab keine entlastende Umgehungsstraße und der durch die Alte Hafenstraße führende Verkehr zum Fähranleger an der Weser war ungeordnet, weswegen eine Verlegung des Fähranlegers zum Fährgrund diskutiert wurde. Schließlich wurde der Fährzubringer mitten durch den ältesten Vegesacker Kern geführt, wofür viele alte, teilweise aus dem 18. und 19. Jahrhundert stammende Gebäude auch an der Alten Hafenstraße abgerissen wurden. Das Gebiet um die Alte Hafenstraße war nach dem Flächenabriss in den 1970er Jahren von Brachflächen gezeichnet und verödet. Der historische Charakter der Vegesacker Altstadt ging durch die Flächensanierung weitgehend verloren.
Bei der Sturmflut 1962 wurde das Gebiet an der Alten Hafenstraße vollständig überflutet, weswegen bei allen darauf folgenden Baumaßnahmen wirkungsvolle Schutzmaßnahmen erfolgten.
1973/75 wurde schließlich der Kern von Vegesack zum Sanierungsgebiet erklärt und diverse Sanierungskonzepte entstanden. Die Bremische Gesellschaft wurde als Sanierungsträger beauftragt, und die Nordbremische Gesellschaft für Wohnungsbau – zeitweise  Bauträger – sowie die Bürgerinitiative Vegesack begleitete die Entwicklung. Im November 1975 wurde ein städtebaulicher Plan über die Sanierung beschlossen. 1978 konnte der Verkehr über die neue Straße zur Fähre fließen und die Alte Hafenstraße damit entlasten.
1977 ging der Bauträger Nordbremische in Konkurs und die Sanierungen verzögerten sich. Einen städtebaulichen Wettbewerb für das Fährquartier gewann 1978 der Architekt Gert Schulze. In der Folgezeit wurden die noch erhaltenen Gebäude saniert und die Brachflächen mit drei- bis fünfgeschossigen Neubauten bebaut, oft mit Rotsteinfassaden. Häufiger Bauherr war die Bremische Gesellschaft.

## Gebäude
An der Straße befinden sich überwiegend ein- bis dreigeschossige und wenige vier- bis fünfgeschossige Gebäude, die zumeist Wohn- und Geschäftshäuser sind. Viele ältere Häuser aus dem 19. Jahrhundert wurden im klassizistischen Stil gebaut. Vor dem Haus Nr. 30 (KITO) steht eine Brunnensäule von 1755 aus Sandstein. Ursprünglich waren in Vegesack sechs dieser Brunnen vorhanden. Eine weitere erhaltene Brunnensäule aus dem 18. Jahrhundert wurde um 1890 nach Fähr-Lobbendorf an die Fröbelstraße 52 umgesetzt.

### Gebäude unter Denkmalschutz
→ Siehe auch Liste der Kulturdenkmäler in Vegesack
Folgende Gebäude stehen unter  Bremer Denkmalschutz:
- Als Ensemble die Häuser Nr. 21, 28, 29, 30, 33, 34, 35, 35A, 36, 37, 38, 43, 44, 45, 46, 47, 48, 49 und 50 sowie als Einzeldenkmale

- Nr. 21: Wohn- und Geschäftshaus, Gaststätte um 1890
- Nr. 28: Wohn- und Geschäftshaus von 1908
- Nr. 29: Loretta am Hafen; 3-gesch. Kontor-, Wohn- und Lagerhaus sowie Gaststätte von 1831 im Stil des Spätklassizismus und der Neorenaissance, umgebaut 1983 nach Plänen von Goldapp und Klumpp
- Nr. 30: Kito-Haus bzw. Altes Packhaus; 3-gesch. Wohn- und Veranstaltungshaus von vor 1740 bzw. um 1753; Mitte der 1920er Jahre residierte dort die Firma Kistentod (Kito), seit 1990 ist hier  das Overbeck-Museum und das Veranstaltungszentrum KITO. An der Straße steht eine Brunnensäule von 1755 mit den Initialen der Stifter.
- Nr. 33: Neubau von um 1980. Hier befand sich vorher ein Geschäftshaus aus der Zeit um 1800 mit der Bäckerei Sanders.
- Nr. 34: Wohn-, Geschäfts- und Packhaus, Gaststätte von vor 1847 bzw. um 1860. Hier befand sich bis ca. 1880 das erste Postamt in Vegesack. Das Haus war vor dem Wiederaufbau, bei dem nur die Fassade im Original erhalten blieb, stark verfallen und eine Ruine, seitdem auch Rattenburg genannt.
- Nr. 35/Am Vegesacker Hafen 12: 2-gesch. Havenhaus von 1648; Sitz des bremischen Hafenmeisters mit Gasthaus, sowie später mit Poststelle und Restaurant, 1868 wurde das Hafenamt vom Havenhaus getrennt.
- Nr. 35A: Wohnhaus von um 1870
- Nr. 36/Ecke Rohrstraße: 4-gesch. geputztes Wohnhaus von um 1890
- Nr. 37/Ecke Rohrstraße: Wohnhaus Wehmann aus der Zeit um 1800
- Nr. 38: Segelmacherei Hinrich Meyerdierks vormals H. Wehmann um 1840, heute Wohn- und Geschäftshaus
- Nr. 43: Wohnhaus von um 1890, Fassade durch Modernisierung der Fenster erheblich verändert
- Nr. 44, 45: Thiele-Speicher als 3-gesch. Pack- und Lagerhaus von um 1800, heute genutzt vom Vegesacker Kulturverein und Sitz des Vereins Museumshaven Vegesack
- Nr. 46, 47: Wohn- und Geschäftshaus von um 1800
- Nr. 48, 49, 50: Wohnhaus, Schlosserei Thun vormals Humburg von um 1820, Äußeres durch Modernisierung stark verändert
- Am Vegesacker Hafen 14: Gaststätte Fährhaus von um 1800
- Am Vegesacker Hafen 10: Gaststätte und Restaurant Grauer Esel von 1777, ehemals der Stall des Havenhauses und eines der ältesten erhaltenen Gebäude in Vegesack. Der Pächter des Havenhauses ließ den Stall umbauen und verpachtete ihn als Hafenschänke. Den Namen Grauer Esel erhielt die Gaststätte erst 1910.

### Weitere Gebäude
- Ecke Zur Vegesacker Fähre:
  - Nr. 20: 3-gesch. Wohnhaus mit Rotsteinfassade von um 1980 nach Plänen von Werner Glade
- Nr. 22: Kino Roxy mit 403 Plätze von 1955 bis ca. 1974, nicht erhalten
  - Nr. 53: 3-gesch. Wohn- und Geschäftshaus mit Putzfassade von um 1980 nach Plänen von Eberhard Haering
  - Nr. 17/18: 3-gesch. Wohn- und Geschäftshaus mit Putzfassade von nach 1975 nach Plänen von Gert Schulze
- Nr. 22/26: 2-gesch. Wohn- und Bürohäuser von um 1980 nach Plänen von Werner Pahlke
- Nr. 27: Haus der Havengalerie für Kunst und Komisches / Norddeutschlands einzige Galerie für komische Kunst
- Nr. 39/41: 3-gesch. Wohnhaus und Gaststätte mit Rotsteinfassade von um 1980 nach Plänen von Willi Stadtlander
- Ecke zur Sagersraße:
  - Nr. 58: 4-gesch. Wohn- und Geschäftshaus mit Putzfassade von nach 1980 nach Plänen von ?

### Denkmale, Gedenktafeln

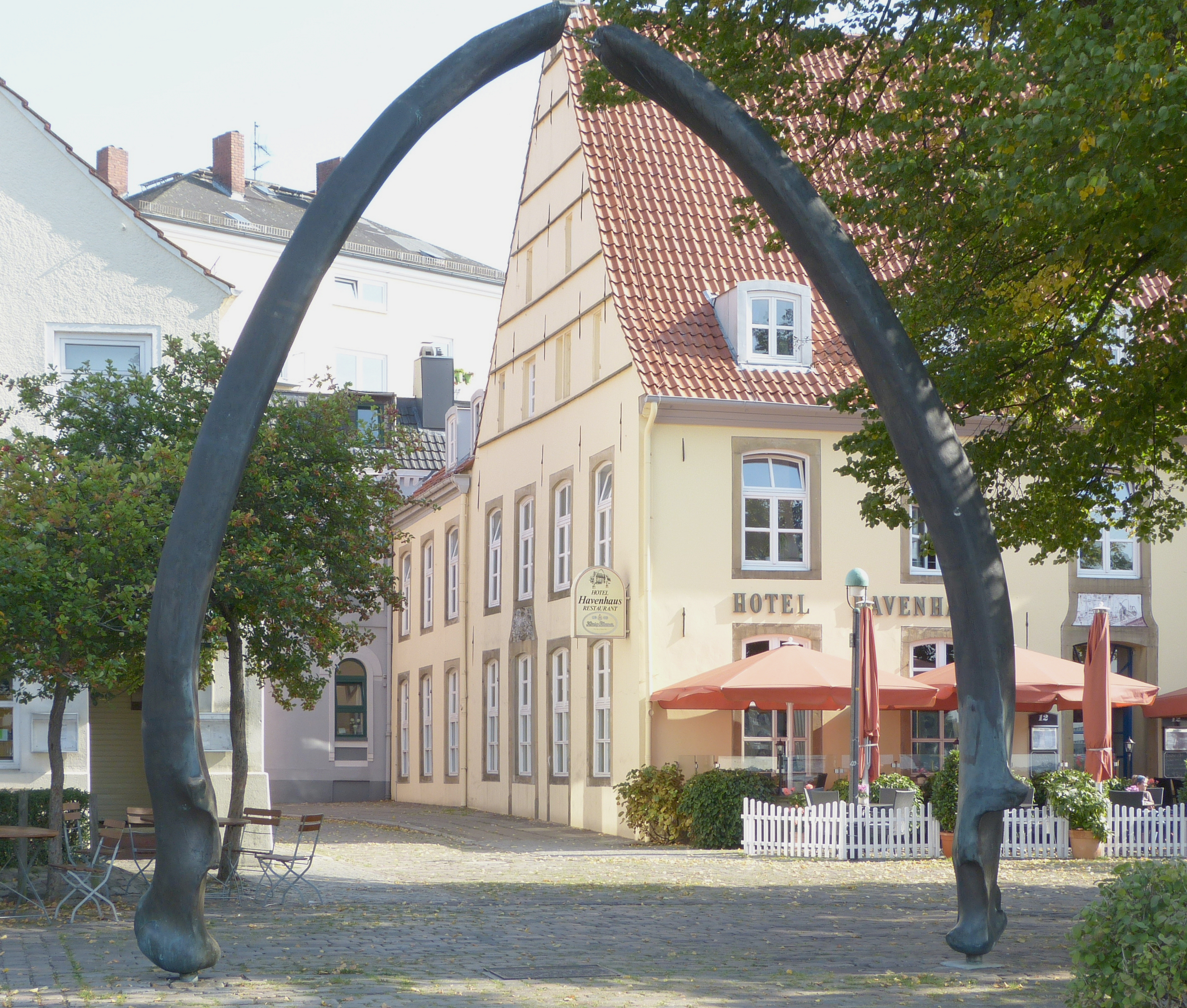
Walkiefer, Havenhaus

- Am südlichen Ende der Straße, am Utkiek steht der Vegesacker Wal-Kiefer von 1980 aus Bronze; Ausführung: Bildhauerin Christa Baumgärtel
- An der Alten Hafenstraße bei den Häusern 23, 64 und 71 erinnern 11 Stolpersteine an das Schicksal von  Juden aus Vegesack, die in der Zeit des Nationalsozialismus verfolgt, deportiert und ermordet wurden. Siehe auch: Liste der Stolpersteine in Bremen